# دیستروفی اندوتلیال ارثی مادرزادی
دیستروفی اندوتلیال ارثی مادرزادی (انگلیسی: Congenital hereditary endothelial dystrophy) یا به‌اختصار «CHED»، نوعی از دیستروفی قرنیه است که از بدو تولد موجود است.

## تظاهرات بالینی
در نوع اتوزومال مغلوب، تیرگی قرنیه از بدو تولد یا در دوران جنینی آغاز می‌شود و نوزاد اغلب دچار نیستاگموس است، اما فتوفوبی و اشک‌ریزش شدید ندارد. در نوع اتوزومال غالب، کدورت قرنیه طی سال اول یا دوم زندگی آغاز شده و به آرامی پیشرفت می‌کند و نیستاگموس هم ناشایع (اما محتمل) است.

## ژنتیک
این بیماری دو نوع دارد:
- نوع ۱ یا اتوزومال غالب
- نوع ۲ یا اتوزومال مغلوب که با جهش ژن SLC4A11 مرتبط است.